# 嶧城区
嶧城区（えきじょう-く）は、中華人民共和国山東省棗荘市に位置する市轄区。中国石榴の郷、中国インゲン豆の郷として著名である。

## 行政区画
- 街道:壇山街道、呉林街道
- 鎮:古邵鎮、陰平鎮、底閣鎮、榴園鎮、峨山鎮